# إصدار أوبونتو نتبووك
إصدار إصدار أوبونتو نتبووك، المعروف باسم Ubuntu Netbook Remix (UNR) قبل إصدار أوبنتو 10.04،  هو إصدار متوقف من نظام تشغيل اوبنتو تم تحسينه لتمكين للعمل بشكل أفضل على أجهزة الكمبيوتر المحمولة والأجهزة الأخرى ذات الشاشات الصغيرة أو مع وحدة المعالجة المركزية انتل اتوم.
كان UNE متاحًا بدءًا من إصدار أوبنتو 8.04 ("Hardy Heron"). كان UNE أيضًا نظام تشغيل اختياري مثبت مسبقًا على بعض أجهزة الكمبيوتر المحمولة، مثل ديل انسبايرون ميني 10v وتوشيبا NB100 ، كما تم تشغيله على موديلات شائعة مثل أيسر أسباير 1 وAsus Eee PC.
تعاونت شركة كانونيكال المحدودة. ، مطورو أوبنتو، مع مشروع Moblin لضمان تحسين متطلبات الأجهزة الأقل وعمر أطول للبطارية.
بدءًا من الإصدار 10.10 ، استخدم Ubuntu Netbook Edition سطح المكتب يونتي كواجهة سطح المكتب الخاصة به. كانت واجهة نتبووك الكلاسيكية متاحة في مستودعات برمجيات أوبونتو كخيار.
نظرًا لأن إصدار سطح المكتب من اوبنتو قد انتقل إلى نفس واجهة الوحدة مثل إصدار نتبوك، بدءًا من أوبونتو 11.04، تم دمج إصدار نوتبوك في إصدار سطح المكتب.

## التركيب
يمكن تثبيت UNE بعدة طرق:
- عن طريق تثبيت حزمة اوبنتو العادية أولاً، ثم إضافة مستودع UNE [9] وتثبيت الحزم ذات الصلة. بدءًا من اوبنتو 10.04، تتوفر الحزم في المستودعات الرئيسية.
- عن طريق تنزيل UNE مباشرة من خادم اوبنتو، إما كملف iso أو .img وكتابة الملف على عصا USB (باستخدام Ubuntu Live USB Creator أو يو نت بوت إن ) أو قرص مضغوط.
- يتوفر خيار التثبيت عبر مثبت ووبي لإصدار اوبنتو 10.04 "Lucid Lynx" .[10]

## روابط خارجية
- صفحة المنتج الرسمية ( Canonical Ltd. )
- حزم UNE ( Launchpad )
- UNE Ubuntu Wiki
- دعم نتبووك UNE
- Canonical تعلن عن توفر Ubuntu 9.04 Netbook Remix
- Ubuntu Netbook Remix: شرح مفصل ( مجلة البرمجيات الحرة )